# Alta mar (serie de televisión)
Alta mar es una serie de televisión española original de Netflix. Protagonizada por Ivana Baquero, Alejandra Onieva y Jon Kortajarena, entre otros, está producida por Bambú Producciones y fue estrenada a nivel mundial el 24 de mayo de 2019.

## Sinopsis
En los años 40, en un transatlántico con pasajeros que viajan de Europa a América en busca de un mejor futuro, se encuentran las hermanas, Carolina (Alejandra Onieva) y Eva (Ivana Baquero) y un oficial, Nicolás Vázquez (Jon Kortajarena). Una vez a bordo surge el misterioso asesinato de una mujer, la cual no se encuentra en la lista de pasajeros y nadie recuerda.

## Reparto

### Primera temporada (2019)
- Ivana Baquero – Eva Villanueva
- Jon Kortajarena – Nicolás Vázquez
- Alejandra Onieva – Carolina Villanueva
- Eloy Azorín – Fernando Fábregas
- Chiqui Fernández – Francisca de García
- Tamar Novas – Sebastián de la Cuesta
- Daniel Lundh – Pierre
- Manuela Vellés – Luisa Castro (pseudónimo Sofía Plazaola) (Episodio 1; Episodio 3 - Episodio 8)
- Natalia Rodríguez – Natalia Fábregas
- Laura Prats – Clara Romero
- Ignacio Montes – Dimas Gómez
- Begoña Vargas – Verónica de García
- Luis Bermejo – Carlos Villanueva (pseudónimo Mario Plazaola)
- Pepe Ocio – Doctor Álvaro Rojas

#### Con la participación especial de
- Ben Temple – Acreedor (Episodio 1 - Episodio 4; Episodio 6; Episodio 8)

#### Con la colaboración especial de
- Félix Gómez – Aníbal de Souza (Episodio 1 - Episodio 6)
- Antonio Durán "Morris" – Detective Varela
- Eduardo Blanco – Capitán Santiago Aguirre
- José Sacristán – Pedro Villanueva

### Segunda temporada (2019)
- Ivana Baquero – Eva Villanueva
- Jon Kortajarena – Nicolás Vázquez (Episodio 1 - Episodio 6; Episodio 8)
- Alejandra Onieva – Carolina Villanueva
- Eloy Azorín – Fernando Fábregas
- Chiqui Fernández – Francisca de García (Episodio 1 - Episodio 6; Episodio 8)
- Tamar Novas – Sebastián de la Cuesta
- Daniel Lundh – Pierre
- Manuela Vellés – Luisa Castro (pseudónimo Sofía Plazaola) (Episodio 1 - Episodio 3; Episodio 6 - Episodio 8)
- Natalia Rodríguez – Natalia Fábregas
- Laura Prats – Clara Romero (Episodio 1 - Episodio 4; Episodio 6)
- Ignacio Montes – Dimas Gómez
- Begoña Vargas – Verónica de García
- Luis Bermejo – Carlos Villanueva (pseudónimo Mario Plazaola) (Episodio 1 - Episodio 2; Episodio 4; Episodio 6 - Episodio 8)
- Pepe Ocio – Doctor Álvaro Rojas
- Claudia Traisac como Casandra Lenormand (nacida Carmen Marín)

#### Con la colaboración especial de
- Antonio Durán "Morris" – Detective Varela
- Eduardo Blanco – Capitán Santiago Aguirre
- José Sacristán – Pedro Villanueva (Episodio 1 - Episodio 4; Episodio 7 - Episodio 8)

### Tercera temporada (2020)
- Ivana Baquero – Eva Villanueva
- Jon Kortajarena – Nicolás Vázquez (Episodio 1; Episodio 4 - Episodio 6)
- Alejandra Onieva – Carolina Villanueva / Diana
- Eloy Azorín – Fernando Fábregas
- Marco Pigossi – Fabio
- Daniel Lundh – Pierre
- Natalia Rodríguez – Natalia Fábregas
- Ignacio Montes – Dimas Gómez
- Begoña Vargas – Verónica García
- Cristina Plazas – Carmen
- Pep Antón Muñoz – Doctor Ayala
- Noelia Castaño – María
- Itsaso Arana – Anna (Episodio 1 - Episodio 2; Episodio 4 - Episodio 6)
- Nicolás Francella – Héctor Birabent
- Claudia Galán – Chantal Vázquez

#### Con la colaboración especial de
- Antonio Durán "Morris" – Detective Varela
- Eduardo Blanco – Capitán Santiago Aguirre
- Jorge Blass – Mago (Episodio 2)
- José Sacristán – Pedro Villanueva

## Capítulos
| Temporada | Temporada | Episodios | Episodios | Lanzamiento original    | Lanzamiento original    |
| --------- | --------- | --------- | --------- | ----------------------- | ----------------------- |
|           | 1         | 8         | 8         | 24 de mayo de 2019      | 24 de mayo de 2019      |
|           | 2         | 8         | 8         | 22 de noviembre de 2019 | 22 de noviembre de 2019 |
|           | 3         | 6         | 6         | 7 de agosto de 2020     | 7 de agosto de 2020     |

### Primera temporada (2019)
| N.º en serie | N.º en temp. | Título            | Dirigido por  | Escrito por | Fecha de lanzamiento original |
| ------------ | ------------ | ----------------- | ------------- | --- | ----------------------------- |
| 1            | 1            | «El albatros»     | Carlos Sedes  | Argumento: Ramón Campos, Gema R. Neira, Daniel Martín Serrano, Curro Novallas y José Antonio Valverde Guion: Daniel Martín Serrano, Curro Novallas y José Antonio Valverde | 24 de mayo de 2019            |
| 2            | 2            | «Los anillos»     | Carlos Sedes  | Argumento: Ramón Campos, Gema R. Neira, Daniel Martín Serrano, Curro Novallas y José Antonio Valverde Guion: Daniel Martín Serrano, Curro Novallas y José Antonio Valverde | 24 de mayo de 2019            |
| 3            | 3            | «Sofía»           | Carlos Sedes  | Argumento: Ramón Campos, Gema R. Neira, Daniel Martín Serrano, Curro Novallas y José Antonio Valverde Guion: Daniel Martín Serrano, Curro Novallas y José Antonio Valverde | 24 de mayo de 2019            |
| 4            | 4            | «Cambio de rumbo» | Carlos Sedes  | Argumento: Ramón Campos, Gema R. Neira, Daniel Martín Serrano, Curro Novallas y José Antonio Valverde Guion: Daniel Martín Serrano, Curro Novallas y José Antonio Valverde | 24 de mayo de 2019            |
| 5            | 5            | «La tormenta»     | Lino Escalera | Argumento: Ramón Campos, Gema R. Neira, Daniel Martín Serrano, Curro Novallas y José Antonio Valverde Guion: Daniel Martín Serrano, Curro Novallas y José Antonio Valverde | 24 de mayo de 2019            |
| 6            | 6            | «527 L.»          | Lino Escalera | Argumento: Ramón Campos, Gema R. Neira, Daniel Martín Serrano, Curro Novallas y José Antonio Valverde Guion: Daniel Martín Serrano, Curro Novallas y José Antonio Valverde | 24 de mayo de 2019            |
| 7            | 7            | «Tres horas»      | Lino Escalera | Argumento: Ramón Campos, Gema R. Neira, Daniel Martín Serrano, Curro Novallas y José Antonio Valverde Guion: Daniel Martín Serrano, Curro Novallas y José Antonio Valverde | 24 de mayo de 2019            |
| 8            | 8            | «Caín»            | Lino Escalera | Argumento: Ramón Campos, Gema R. Neira, Daniel Martín Serrano, Curro Novallas y José Antonio Valverde Guion: Daniel Martín Serrano, Curro Novallas y José Antonio Valverde | 24 de mayo de 2019            |

### Segunda temporada (2019)
| N.º en serie | N.º en temp. | Título                 | Dirigido por         | Escrito por                                                                                | Fecha de lanzamiento original |
| ------------ | ------------ | ---------------------- | -------------------- | ------------------------------------------------------------------------------------------ | ----------------------------- |
| 9            | 1            | «Casandra»             | Manuel Gómez Pereira | Ramón Campos, Gema R. Neira, Daniel Martín Serrano, Curro Novallas y José Antonio Valverde | 22 de noviembre de 2019       |
| 10           | 2            | «De entre los muertos» | Manuel Gómez Pereira | Ramón Campos, Gema R. Neira, Daniel Martín Serrano, Curro Novallas y José Antonio Valverde | 22 de noviembre de 2019       |
| 11           | 3            | «¿Hay alguien ahí?»    | Lino Escalera        | Ramón Campos, Gema R. Neira, Daniel Martín Serrano, Curro Novallas y José Antonio Valverde | 22 de noviembre de 2019       |
| 12           | 4            | «Cambio de manos»      | Lino Escalera        | Ramón Campos, Gema R. Neira, Daniel Martín Serrano, Curro Novallas y José Antonio Valverde | 22 de noviembre de 2019       |
| 13           | 5            | «El número final»      | Manuel Gómez Pereira | Ramón Campos, Gema R. Neira, Daniel Martín Serrano, Curro Novallas y José Antonio Valverde | 22 de noviembre de 2019       |
| 14           | 6            | «El otro lado»         | Manuel Gómez Pereira | Ramón Campos, Gema R. Neira, Daniel Martín Serrano, Curro Novallas y José Antonio Valverde | 22 de noviembre de 2019       |
| 15           | 7            | «Culpables»            | Lino Escalera        | Ramón Campos, Gema R. Neira, Daniel Martín Serrano, Curro Novallas y José Antonio Valverde | 22 de noviembre de 2019       |
| 16           | 8            | «Amores que matan»     | Lino Escalera        | Ramón Campos, Gema R. Neira, Daniel Martín Serrano, Curro Novallas y José Antonio Valverde | 22 de noviembre de 2019       |

### Tercera temporada (2020)
| N.º en serie | N.º en temp. | Título                 | Dirigido por       | Escrito por                                                                               | Fecha de lanzamiento original |
| ------------ | ------------ | ---------------------- | ------------------ | ----------------------------------------------------------------------------------------- | ----------------------------- |
| 17           | 1            | «Nuevo rumbo»          | Lino Escalera      | Ramón Campos, Gema R. Neira, Daniel Martín Serrano, Sara Alquézar y José Antonio Valverde | 7 de agosto de 2020           |
| 18           | 2            | «Máscaras»             | Lino Escalera      | Ramón Campos, Gema R. Neira, Daniel Martín Serrano, Sara Alquézar y José Antonio Valverde | 7 de agosto de 2020           |
| 19           | 3            | «Mar de fondo»         | Federico Untermann | Gema R. Neira, Daniel Martín Serrano, Sara Alquézar y José Antonio Valverde               | 7 de agosto de 2020           |
| 20           | 4            | «Persiguiendo sombras» | Federico Untermann | Gema R. Neira, Daniel Martín Serrano, Sara Alquézar y José Antonio Valverde               | 7 de agosto de 2020           |
| 21           | 5            | «Encerrados»           | Lino Escalera      | Gema R. Neira, Daniel Martín Serrano, Sara Alquézar y José Antonio Valverde               | 7 de agosto de 2020           |
| 22           | 6            | «Mar eterno»           | Lino Escalera      | Gema R. Neira, Daniel Martín Serrano, Sara Alquézar y José Antonio Valverde               | 7 de agosto de 2020           |

## Producción
En junio de 2018 se anunció que la serie sería producida por Bambú Producciones, que también produjo Las chicas del cable y  El crimen de Alcasser, siendo la cuarta serie de Netflix producida en España. En octubre se anunció el reparto, con Alejandra Onieva, Ivana Baquero y Jon Kortajarena como protagonistas. La serie está creada por Ramón Campos y Gema R. Neira y dirigida por Carlos Sedes. El 29 de octubre inició el rodaje, y algunas escenas se han rodado en el Real Sitio de San Ildefonso. Inicialmente se anunció que la serie tendría una temporada de ocho episodios, pero en noviembre se confirmó que en realidad eran dos temporadas. El rodaje de la  primera temporada inició el 29 de octubre de 2018 y finalizó el 2 de febrero de 2019. La segunda temporada inició su rodaje el 18 de marzo de 2019 y finalizó el 28 de junio de 2019. El 30 de octubre el diario BLUPER anunció que en el mes de noviembre de 2019, el equipo empezará a rodar la tercera y cuarta temporada.